# Telephanus gomyi
Telephanus gomyi is een keversoort uit de familie spitshalskevers (Silvanidae). De wetenschappelijke naam van de soort werd in 1992 gepubliceerd door Oldfield Thomas.